# Dolice (jezioro)
Dolice – jezioro na Pojezierzu Ińskim, położone w gminie Dobrzany, w powiecie stargardzkim, w woj. zachodniopomorskim. Jezioro znajduje się ok. 4 km na wschód od miasta Dobrzany. Dolice są położone w południowej części Ińskiego Parku Krajobrazowym.
Według danych gminy Dobrzany powierzchnia zbiornika wynosi 19,72 ha.
Jezioro ma słabo zalesione brzegi. Linia brzegowa Dolic jest prosta, brzegi są wysokie, strome z wąskim pasem zadrzewień i fragmentem lasu od strony wschodniej. Nad południowym brzegiem jeziora leży wieś Dolice.
Według typologii rybackiej jest jeziorem sandaczowym. Dominuje tu jednak leszcz, a sandacz jest gatunkiem towarzyszącym.